# Лук'янчиков Микола Євгенович
Микола Євгенович Лук'янчиков (рос. Николай Евгеньевич Лукьянчиков; 23 травня 1989, м. Курськ, СРСР) — російський хокеїст, захисник. Кандидат у майстри спорту.
Вихованець хокейної школи «Динамо» (Москва). Виступав за «Динамо-2» (Москва), «Капітан» (Ступіно), «Хімік» (Воскресенськ), «Нафтохімік» (Нижньокамськ), «Нафтовик» (Леніногорськ), МХК «Спартак», «Реактор» (Нижньокамськ), «Дизель» (Пенза), «Нафтохімік» (Нижньокамськ), «Супутник» (Нижній Тагіл).
У складі юніорської збірної Росії учасник чемпіонату світу 2007.
Досягнення
- Переможець юніорського чемпіонату світу (2007).